# Adattamento (linguistica)
Il termine adattamento ha in sociolinguistica due accezioni distinte. Dal punto di vista microsociolinguistico rappresenta un aspetto del fenomeno del prestito linguistico; dal punto di vista macrosociolinguistico, rappresenta uno dei quattro tipi di processo di inserimento di un parlante (o di una comunità di parlanti) in un contesto linguistico diverso da quello di origine.

## Come aspetto del prestito linguistico
Il prestito linguistico è una delle forme più importanti di arricchimento delle lingue. Esso può avvenire in diversi modi: in particolare, si può verificare o meno una modificazione dei fonemi e dei morfemi della parola in prestito. Tale modificazione è tesa ad arrangiare fonemi e morfemi ai sistemi fonologici e morfologici della lingua ricevente. Così, ad esempio, la parola italiana bistecca è il prodotto dell'adattamento della parola inglese beefsteak, mentre la parola russa perestrojka è prestata all'italiano senza adattamenti: non vengono infatti considerati adattamenti quelle "inconsapevoli interferenze di intonazione" che fanno sì che un italofono pronunci il termine in modo differente da come farebbe un madrelingua russo (in russo перестройка? , [pʲɪrʲɪˈstrojkə]). Altrettanto, la parola francese Renault, che identifica un marchio di automobili, mutuato in forma scritta (ad esempio nelle insegne dei concessionari), è stato a lungo letto dagli italofoni Renòl (invece che [rəˈno]): questo riportare un prestito alle proprie "abitudini grafiche" non è considerato un adattamento.

## Come processo di inserimento di un parlante
I modi in cui un parlante (o una comunità di parlanti) si introduce in un contesto linguistico diverso da quello da cui proviene sono quattro:
- integrazione: accettazione completa del nuovo contesto culturale e linguistico
- alienazione: rifiuto completo del nuovo contesto culturale e linguistico
- anomia: mancato riconoscimento di appartenenza ad un contesto culturale e linguistico
- adattamento

L'adattamento rappresenta una forma variata di integrazione, in cui un parlante (o una comunità di parlanti) accetta il nuovo contesto senza la "valenza impositiva" che può caratterizzare l'integrazione, e anzi partecipa attivamente al processo, che sarà tanto più rilevante quanto più estesa è la rete sociale di riferimento e quanto più vivace la situazione sociale che determina l'inserimento.